# Mauricet (auteur)
Pour les articles homonymes, voir Mauricet.
Alain Mauricet, dit simplement Mauricet, né le 7 novembre 1967 à Bruxelles (province de Brabant), est un auteur de bande dessinée belge.

## Biographie
Alain Mauricet naît le 7 novembre 1967 à Bruxelles.
Mauricet commence dès l'âge de 20 ans à publier dans le journal Spirou sous différents pseudonymes, pour lequel il réalise de nombreuses planches. En 1990, il réalise un album non publié pour Marsu Productions et il dessine Jim et Washington dans le périodique Jet des éditions Le Lombard,. En 1994, il dessine Loupiote à l'hôpital civil de Charleroi, sur un scénario de François Gilson, publié aux éditions Dupuis. 
Il travaille quelques années pour la maison de comics américaine DC (Batman, Superman). Il revient ensuite au style franco-belge en travaillant d'abord pour nouvelle série aux éditions Casterman : en 2000 sort la série d'aventures policières jeunesse Mort de Trouille, scénarisée par Virginie Vanholme. Parallèlement, il écrit et dessine un album parodique des aventures de l'univers des superhéros, Cosmic Patrouille, chez un petit éditeur, Semic. Mais tandis que la première série connaît quatre autres albums, jusqu'en 2005, la seconde ne se développe pas. En 2004, Mauricet sort un comics, en one shot, chez ce même éditeur indépendant, Les Crossovers.
En 2005, il rejoint les éditions Bamboo, pour qui il publie des ouvrages dans un registre humoristique. Il lance la série Basket Dunk, qui connaît un album par an, jusqu'en 2010.
En mai 2007, il participe au retour de la série Mademoiselle Louise, rééditée par les éditions Dupuis. Après deux premiers tomes scénarisés par Sergio Salma, et dessinés par André Geerts, Mauricet est chargé, pour le troisième tome, des crayonnés, tandis que Geerts assure la mise à l'encre.
Il concentre ensuite sur ses propres créations : Basket Dunk (Bamboo, 17 albums, 2004-2010) et aussi la série Cosmic Patrouille, avec un deuxième tome chez Bamboo en janvier 2008. Un troisième et dernier tome sort en janvier 2009.
En 2010, il co-dessine les deux dernières planches du dix-huitième et dernier tome de Jojo, sous la direction d'André Geerts. En 2011, il rejoint l'équipe de la série Les Profs (Bamboo), créée par le dessinateur Pica et le scénariste Erroc. Il participe au dessin durant quelques albums, avant de se voir confier le dessin d'une série dérivée, Boulard, toujours sur un scénario d'Erroc en 2013 jusqu'en 2017 (5 albums).
Parallèlement, il participe toujours à des comic books,, comme le 9e tome de Star Wars - Nouvelles aventures (2020) scénarisé par Cavan Scott.
Outre les bandes dessinées, il a travaillé sur des jeux informatiques comme Lemmings, Deathtrap et aussi sur des jeux Amiga et Atari.
Mauricet vit à Bruxelles.

## Œuvres

### Albums de bande dessinées

#### One shots
- Les Crossovers, Semic, février 2004
Scénario : Robert Rodi - Dessin : Mauricet - Couleurs : Mark McNaab -  (ISBN 2-84857-049-0)[23]
- Porchery - On n'attrape pas les cochons avec des saucisses, Les Humanoïdes associés, coll. « H1 Originals », 19 mai 2021
Scénario : Tyrone Finch - Dessin : Mauricet - Couleurs : quadrichromie -  (ISBN 978-2-7316-3342-9)
- G.I.L.T. - La Guilde des Temporalistes Indépendantes[24],[25], Delcourt, coll. « Contrebande », Paris, 28 juin 2023
Scénario : Alisa Kwitney - Dessin : Mauricet - Couleurs : quadrichromie -  (ISBN 978-2-413-07753-4),Format comics.

#### Collectifs
- La BD contre le silence, Dupuis, Marcinelle, 2005
Scénario : collectif dont Sergio Salma - Dessin : collectif dont Mauricet - Couleurs : Benoît Bekaert -  (ISBN 2-8001-3728-2)

## Réception

### Prix et distinctions
- 2010 :  prix de la Ville d'Andenne remis par le bourgmestre Claude Eerdekens lors de la Fête de la BD et du livre pour enfants pour l'ensemble de son œuvre[6].

#### Livres
: document utilisé comme source pour la rédaction de cet article.
- Jean Pirotte (dir.) et Luc Courtois, Du régional à l'universel. : L'imaginaire wallon dans la bande dessinée., Louvain-la-Neuve, Fondation wallonne Pierre-Marie et Jean-François Humblet, 1999, 310 p. (ISBN 978-2-9600072-3-7 et 2960007239, OCLC 1075833932), p. 241 lire sur Google Livres
- Henri Filippini, « Mauricet », dans Dictionnaire de la bande dessinée, Paris, Bordas, 2005, 912 p., ill. ; 27 cm (ISBN 9782047299708 et 2047299705, OCLC 1009545288, présentation en ligne), p. 815. .
- Philippe Mellot, Michel Denni, Laurent Turpin et Isabelle Morzadec, « Mauricet », dans Trésors de la bande dessinée BDM 2021-2022 - Catalogue encyclopédique et Argus, Paris, Les Arènes, novembre 2020, 22e éd., ill. ; 23 cm (ISBN 9791037502582, présentation en ligne), p. 112, 172, 291, 300, 767, 915, 981, 1257, 1383. .

#### Articles
- Gilles Ratier, « L’Envers des planches de… Zidrou », BDzoom,‎ 5 avril 2007 (lire en ligne, consulté le 12 juin 2022)
- Nicolas Anspach, « Alain Mauricet, Prix de la ville d’Andenne qui rend également hommage à André Geerts », ActuaBD,‎ 15 novembre 2010 (lire en ligne, consulté le 12 juin 2022)
- Henri Filippini, « Bamboo Mag, c’est gratuit ! », BDzoom,‎ 30 octobre 2015 (lire en ligne, consulté le 12 juin 2022)
- Mauricet (ArnoKikoo), « PCE 2016 – L’interview de Mauricet (Harley Quinn & Her Gang of Harley’s) », DC Planet,‎ 3 mai 2016 (lire en ligne, consulté le 12 juin 2022)
- « Le contre-exemple: le Bruxellois Mauricet est peut-être le seul auteur à travailler autant sur le marché européen qu'américain. », Le Vif/L'Express,‎ 22 novembre 2017 (lire en ligne , consulté le 12 juin 2022).

#### Interviews
- Interview de Mauricet sur Guild Mag 18
- Interview de Mauricet sur Psychovision du 27 mars 2012.